# Extrémní proměny
Extrémní proměny Česko - Druhá šance na život je česká dokumentární reality show která sleduje roční cestu účastníků s výraznou nadváhou za radikální fyzickou a psychickou proměnou. Pořad je českou verzí amerického formátu Extreme Weight Loss.

## Formát pořadu
Každá epizoda sleduje jednoho účastníka, který podstupuje rok intenzivní změny životního stylu s cílem výrazně zhubnout a zlepšit svůj zdravotní stav. Po celou dobu na ně dohlíží tým odborníků, včetně fitness trenérů, lékařů a výživových specialistů. Klíčovou postavou pořadu je trenér Martin Košťál, který pomáhá účastníkům nejen s fyzickou proměnou, ale i s psychickou motivací. Dalšími odborníky kteří jsou poskytnuti účastníkům k jejich proměně jsou: psycholožka Simona Hřebíčková, nutriční terapeut Miloslav Šindelář, obezitolog Evžen Machytka a v neposlední řadě plastičtí chirurgové Ondřej Měšťák a Marek Kubík.
Účastníci procházejí při své proměně několika fázemi:
1. fáze - tří týdenní bootcamp [2]
2. fáze - 3 měsíční vážení
3. fáze - 6 měsíční vážení
4. fáze - 9 měsíční vážení u plastického chirurga
5. fáze - 12 měsíční vážení a finální galavečer.

## Historie a vysílání
První série je vysílána v roce 2025. Pořad si získal velkou popularitu díky emotivním příběhům účastníků, kteří bojují nejen s obezitou, ale i s osobními problémy, psychickými traumaty a rodinnými vztahy.

## Přijetí a kritika
Pořad je oceňován za inspirativní příběhy a motivaci k hubnutí. Kritiku si však vysloužil kvůli extrémnímu tlaku na účastníky, neudržitelnosti některých výsledků a psychické zátěži spojené s tak drastickou změnou životního stylu. Někteří odborníci upozorňují, že tak rychlé hubnutí nemusí být dlouhodobě udržitelné a může vést k jojo efektu.

## Seznam dílů

### První série (2025)
| Č. v pořadu | Č. v řadě | Název                     | Režie                         | Premiéra        | Sledovanost 15+ (podíl) |
| 1           | 1         | Tomáš Mučka               | Richard Komárek, Filip Štoček | 5. března 2025  | 663 000 (20,93 %)       |
| 2           | 2         | Dominika Vymazalová       | Richard Komárek, Filip Štoček | 12. března 2025 | 656 000 (21,55 %)       |
| 3           | 3         | Karel Horváth             | Richard Komárek, Filip Štoček | 19. března 2025 | 536 000 (17,78 %)       |
| 4           | 4         | Libor Kovačka             | Richard Komárek, Filip Štoček | 26. března 2025 | 599 000 (19,75 %)       |
| 5           | 5         | Gabriela Šlosrová         | Richard Komárek, Filip Štoček | 2. dubna 2025   | 563 000 (18,20 %)       |
| 6           | 6         | Jaroslav Petřek           | Richard Komárek, Filip Štoček | 9. dubna 2025   | 615 000 (19,76 %)       |
| 7           | 7         | Lukáš Skupin              | Richard Komárek, Filip Štoček | 16. dubna 2025  | 699 000 (23,37 %)       |
| 8           | 8         | Klára Dušková             | Richard Komárek, Filip Štoček | 23. dubna 2025  | 633 000 (22,45 %)       |
| 9           | 9         | Barbora a Ivan Demeterovi | Richard Komárek, Filip Štoček | 30. dubna 2025  | 438 000 (17,79 %)       |
| 10          | 10        | Monika Blažková           | Richard Komárek, Filip Štoček | 7. května 2025  | 587 000 (19,30 %)       |
| 11          | 11        | Petr Kalinský             | Richard Komárek, Filip Štoček | 14. května 2025 | 493 000 (15,91 %)       |
| 12          | 12        | Karolína Venturová        | Richard Komárek, Filip Štoček | 21. května 2025 | 618 000 (21,21 %)       |